# کلیسای معلق
کلیسای معلق (عربی: الكنيسة المعلقة) در کوی مصر باستان در منطقه قاهره قبطی‌های باستان‌شناسی مهم واقع شده‌ است، که در نزدیک مسجد عمروعاص و معبد عزرا یهودی و کلیسای قدیس مینا در همسایگی قلعه بابل و کلیسای مرقوریوس ابوسیفین و کلیساهای بسیار دیگر می‌باشد. این شهر به این دلیل معلق نامگذاری شد که بر روی دو برج از قلعه‌های باستانی قلعه روم ساخته شده‌است که توسط امپراتور تراژان در قرن دوم میلادی ساخته شده‌است و قدیمی‌ترین کلیسا در مصر است.

## تاریخچه
این کلیسا در خرابه‌هایی از مکانی که گفته می‌شود جایی که خانواده مقدس (مریم مقدس، عیسی کودک و سنت جوزف نجار) در طول سه سال در مصر در فرار از هرود، حاکم فلسطین که دستور داده بود تا کودکان را به خاطر ترس از نبوت که در روایات آمده بود بکشند پنهان شده و در آن پناه گرفتند واقع است و بعضی از آن به عنوان یک مکان برای یک کلیسا که در آن یکی از راهبان‌های زن خلوت گزیده بود که در یکی از کوه‌های سنگی زندگی می‌کرد نام می‌برند.

## معماری
نمای کلیسا در طرف غرب خیابان ماری جرجس دو طبقه واقع شده‌است. در جلوی این یک فواره است که بر اساس نقش بازیلیکی مشهور ساخته شده‌است که شامل ۳ بال، سالن جلو و سازه‌ای است که به سه بخش تقسیم می‌شود: مستطیل شکل و نسبتاً کوچک است، طولی حدود ۲۳٫۵ متر و عرض ۱۸٫۵ متر و ارتفاع ۹٫۵ متر است.
در مقابل این سازه‌ها، سایبانهای چوبی وجود دارد که مهمترین آنها سایبان ساخته شده از میوه ایو خوردنی که با عاج شفاف تزئین شده می‌باشد که ساخت آن به قرن دوازدهم یا سیزدهم می‌رسد. روی آنها شکل‌های هندسی زیبا و صلیب‌های زیبا نقش شده که در بالای آن تمثالهایی که مسیح را روی تخت نشان می‌دهد وجود دارد و در سمت راست آن مریم مقدس و فرشته جبرئیل و قدیس سنت پیتر وجود دارد و در سمت چپ یوحنا باپتیست و فرشته میکائیل و قدیس پولس قرار داشته و در بالای محراب در داخل این معبد، یک چتر چوبی با ۴ ستون وجود دارد، و پشت سر آن صندلی کشیشان قرار دارد.

## تمثال‌های دینی
کلیسای معلق ۱۱۰ تمثال (دینی) دارد.
- تمثال‌ها و صفحه نمایش تزئین شده
- یک تمثال با احترام
- تمثال سنت مورگوریوی توسط یوهاننا الارمانی